# フォッジャアパート崩壊事故
フォッジャアパート崩壊事故（フォッジャアパートほうかいじこ、英語:Viale Giotto 120 Building collapse）とは、1999年11月11日早朝にイタリア・プッリャ州フォッジャで集合住宅が崩壊し67人が死亡した事故である。

## 事故の経過
崩壊したのはフォッジャ南郊の6階建アパートで構造的な欠陥をかかえており崩壊の予兆もあった。Specola Nigri 研究所にある地震計が崩壊の瞬間を記録しており全壊するまでわずか19秒だった。 
事故後、救出者から80人が瓦礫の下に埋まっている可能性があると第一報が入った。この通報により9人（主に最上階の住人）を救出した。ある家族は異音を聞いたのでプロパティ・マネージャーや近所に避難を勧告し建物が崩壊する直前に脱出していた。
瓦礫の下に生存者がいる可能性があるためパワーショベルを使用できなかったので、Vigili del Fuocoやボランティア、町民は災害救助犬やジオフォンの手を借りて一晩かけて瓦礫の除去作業をした。
救助作業中にマットレスが格納されていた地下室から出火し現場が濃い煙で包まれたため救助活動が一時中止された。この煙により瓦礫の下の生存者のうち数人が死亡した可能性もある。 その後検死により犠牲者の多くは崩壊開始から2分以内に塵や煙により窒息死していたと判明した。

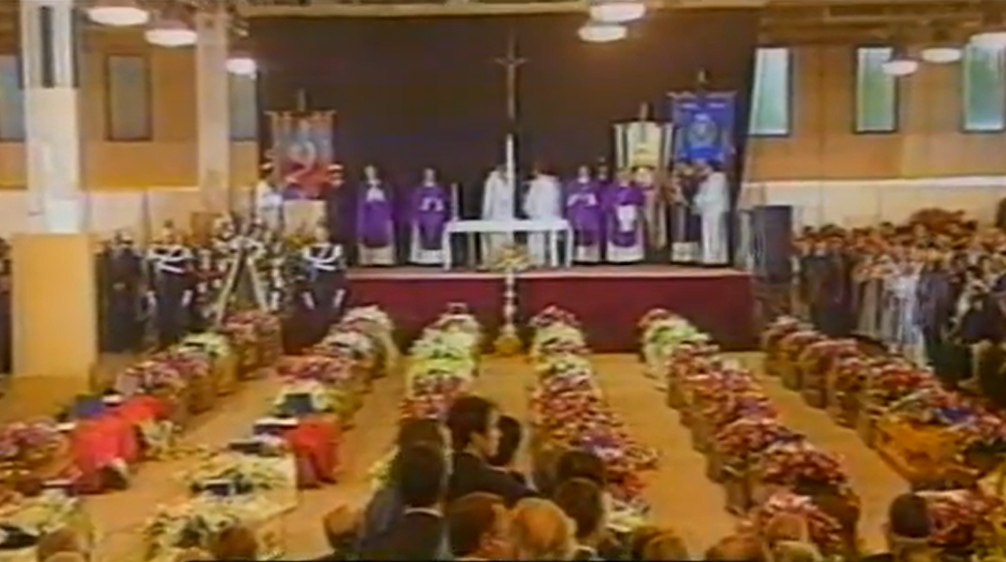
11月13日に行われた犠牲者の追悼ミサ

最後の生存者は11月11日午後11時頃に救出されたが、多くの遺体がまだ瓦礫の下にあった。2日後、遺体が安置されていた市の博覧会場において、公開のミサが執り行われた。

## 調査
当初はガス爆発が原因と憶測されていたがその可能性はすぐに排除され、構造欠陥が原因として調査が進められた。
建築業者により地下駐車場にあった主柱が切断・除去されたことが前日の豪雨や地質条件などと相まって崩壊に至った可能性があるとして、地下駐車場の拡張に焦点が置かれた。
犠牲者の遺族のうち何人かは、8月から建物内で何かがきしむ音や異音が報告されたり、ドアや窓のずれが共通の関心事になっていたりしたと話した。潜在的な構造上の問題についての最初の調査報告は、事故の2年前に出されており、さらに技術的な調査が行われたものの、何の所見も出されていなかった。
最終的に原因は建設当時の職人の技量不足と不良品の使用であると決定された。この建物は、イタリアが都市と産業の急速な成長を経験しており、また第二次世界大戦後の再建がまだ行われていた、好景気の時期に建設されたものであった。人々の新しい家への需要が高まり経験の浅い建築業者も現場で働くようになった。また、競争力を保つために原価を下げてマージンを増やすため材料の品質や補強技術で手を抜くようになった。この慣習の名残は現在も問題であり、ラクイラ地震で人々が死亡した主因でもあった。
このアパートは最上階のペントハウスに住んでいた Delli Carri 兄弟（この事故によって死亡）によって建設された。このアパートを設計した技術者の Mr. Inglese は事故の数年前に死亡していた。
調査は2007年3月21日に公式に終了し、主な事故原因は躯体に対する不良品の使用であると決定した。

## その後

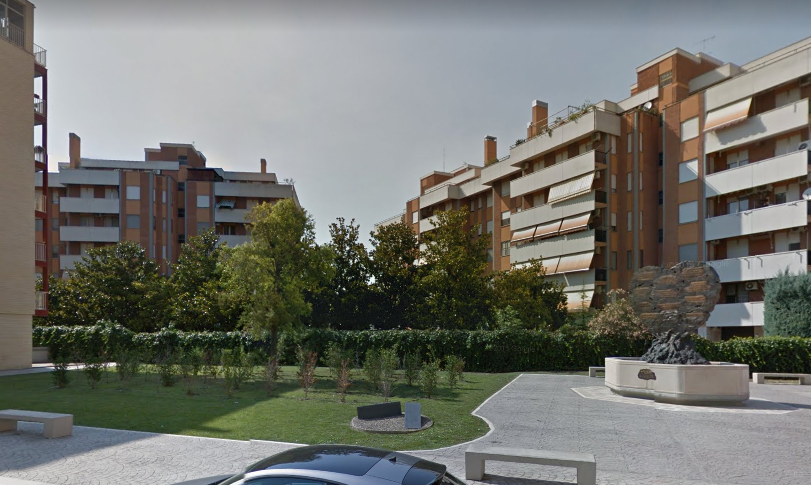
崩壊事故現場の慰霊碑

フォッジャの人々は事故後数日間、強く市民感情をかきたてられた。カルロ・アツェリオ・チャンピ大統領は事故があった町を訪れ犠牲者の遺族と面会した。彼はその後記者団と会見した。
事故後、古い建物のアセスメントや新しい建物に対する新しい建築保証を必要とするよう法律が修正された。
事故により67人が死亡した。フォッジャ墓地 (Foggia graveyard) に慰霊碑が建っている。また、事故から10年後に広場で慰霊式が行われた。